# Bacalao al ajoarriero

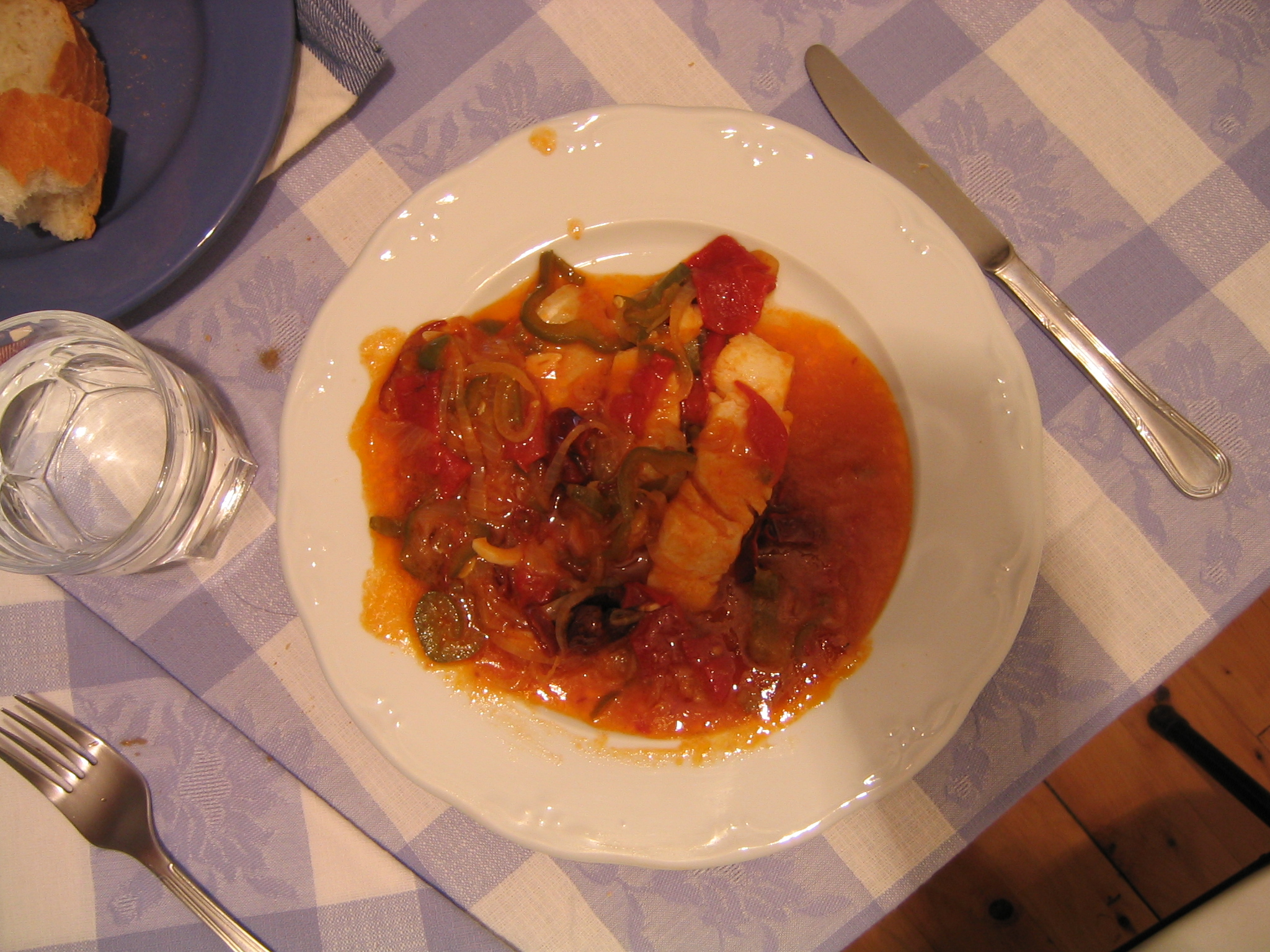
Plato con bacalao al ajoarriero.

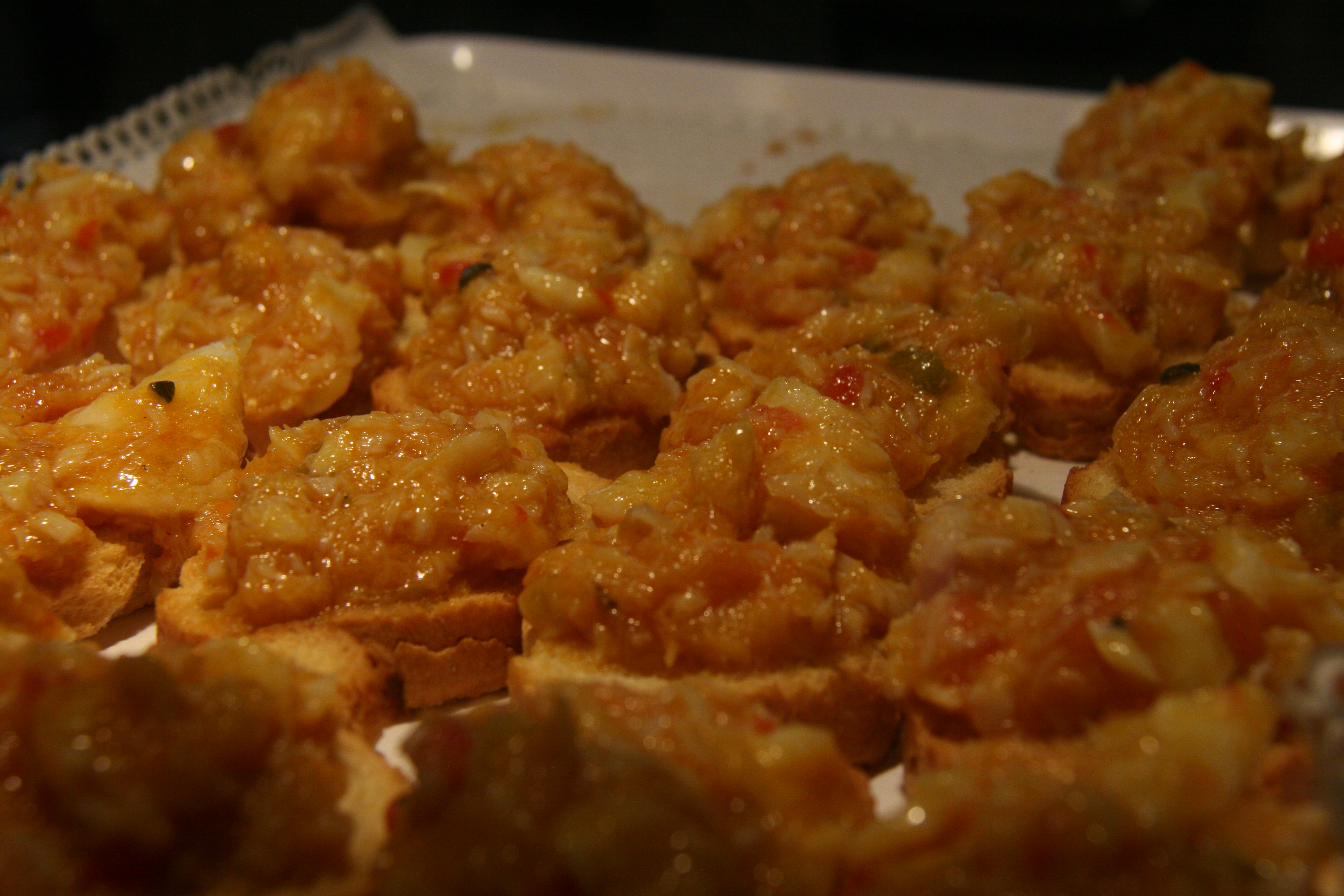
Ajoarriero en tostas.

El bacalao al ajoarriero (también al ajo arriero) es un sencillo plato elaborado con bacalao en salazón cocinado en una sartén con diversas verduras. Existen muchas variantes de este plato, las verduras empleadas y los acompañamientos dependerán en gran medida de la región, de la temporada, del cocinero o del gusto del comensal, pues no hay una receta fija. Se sirve muy caliente, tradicionalmente en cazuela de barro.

## Origen
El origen de este plato no está muy claro, su nombre indica que se inició posiblemente en la actividad de los arrieros (gente encargada de transportar diferentes bienes con mulas y diferentes animales de arrastre a diferentes partes geográficas) y posiblemente fueran componiendo los ingredientes del plato por el camino. Otra teoría es que se denomina así por el empleo de la salsa ajoarriero (llamada también ajada en Galicia) que tiene ingredientes muy similares. Principalmente se cocina en León, Aragón, Navarra, Cuenca y algunas zonas del País Vasco.

## Características
El bacalao en salazón empleado en su elaboración debe ponerse a desalar en agua fría uno o dos días antes (depende del método empleado). Por un lado se hace un sofrito de las diferentes verduras que componen el plato: tomate (es uno de los ingredientes más comunes del ajoarriero, junto con la salsa de tomate), cebolla, pimientos del piquillo (en este caso se denomina Bacalao ajoarriero con piquillos), pimientos, y finalmente ajo (suele llevar en proporción una cantidad grande machacados en mortero), patatas cortadas en cubos, etc. Al ver pochar la verdura se añade el bacalao (se deja un cuarto de hora). Genereralmente se le suele añadir la carne de los pimientos choriceros, ñoras y guindilla al gusto. 

### Preparación
Con la forma de preparación final no hay consenso entre cocineros, algunas recetas mencionan sartén y otras el empleo de cazuelas de barro que posteriormente se sirven a los comensales, en unas recetas emplean los ajos picados y en otras los ajos rotos, algunas emplean horno y en otras sartén, unos vierten vino durante el proceso, otros vierten pimentón y otros emplean las características del pimiento choricero.

### Variantes en ingredientes
Existen recetas (generalmente del norte de España) que añaden a los ingredientes ya mencionados alguna clase de marisco: langostinos (como por ejemplo la navarra: Bacalao ajoarriero con langostinos), cigalas, cangrejos, etc.
En la provincia de Cuenca se elabora con patata, bacalao, ajo, aceite de oliva virgen extra y pan sin corteza, emulsionando todos los ingredientes con el aceite de oliva.

### Servir
En terreno de los acompañamientos en la fase de emplatado existen muy diversas recetas, desde las que mencionan el huevo duro, el pan duro (servido en rebanadas), patatas fritas, etc.

## Otros platos arrieros
- Argentina: arepa de arriero
- España: coliflor al ajo arriero